# Ricardo Bofill

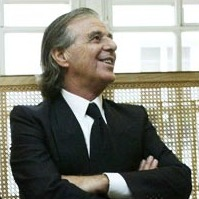
Ricardo Bofill

Ricardo Bofill Leví (* 5. Dezember 1939 in Barcelona; † 14. Januar 2022 ebenda) war ein spanischer Architekt der Postmoderne.

## Leben
Bofill wurde 1939 als Sohn eines spanischen Bauunternehmers und einer italienischstämmigen Mutter geboren. Nach dem Besuch des französischen Gymnasiums begann er ein Architekturstudium in Barcelona, bevor er an die École d’architecture in Genf wechselte. 1963 gründete er in Barcelona sein Büro Taller de Arquitectura. 1971 eröffnete Bofill eine Niederlassung in Paris, wo er in den 1980er Jahren mehrere monumentale Vorortsiedlungen – wie die Espaces d’Abraxas – entwickelte.
Ab 2000 steuerte er seine internationalen Aktivitäten wieder aus Barcelona, wo die Architekturwerkstatt in einer ehemaligen Zementfabrik in Sant Just Desvern untergebracht ist. Zu seinem Team, das er gemeinsam mit seinen Partnern Peter Hodgkinson und Jean-Pierre Carniaux führte, gehörten etwa 60 Mitarbeiter aus 12 Ländern; neben Architekten und Stadtplanern beschäftigte er auch Wissenschaftler, Modellbauer, Innenarchitekten, Möbelbauer und Grafiker.
Ricardo Bofill wurde mit zahlreichen internationalen Architekturpreisen ausgezeichnet und war Offizier des französischen Ordre des Arts et des Lettres. 1997 wurde er Ehrenmitglied im Bund Deutscher Architekten BDA.
Er wohnte in La Fàbrica (s. Abschnitt Bauten: 1973–1975) in der Nähe von Barcelona. Seine  Ex-Schwiegertochter ist die mexikanische Sängerin Paulina Rubio. Ricardo Bofill starb am 14. Januar 2022 im Alter von 82 Jahren in Barcelona an den Folgen einer Erkrankung an COVID-19.

## Bauten

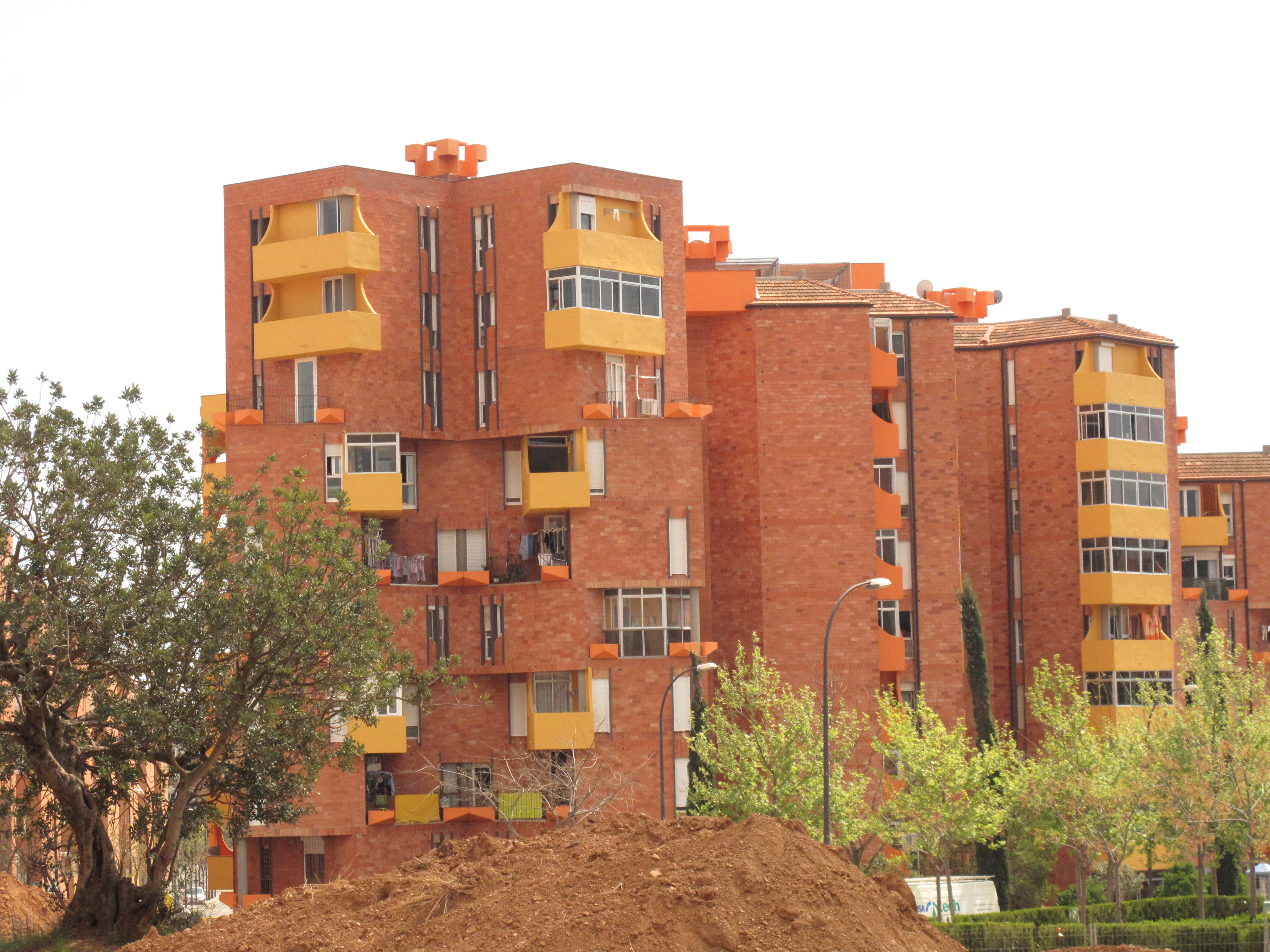
Barri Gaudí (1964–1965)

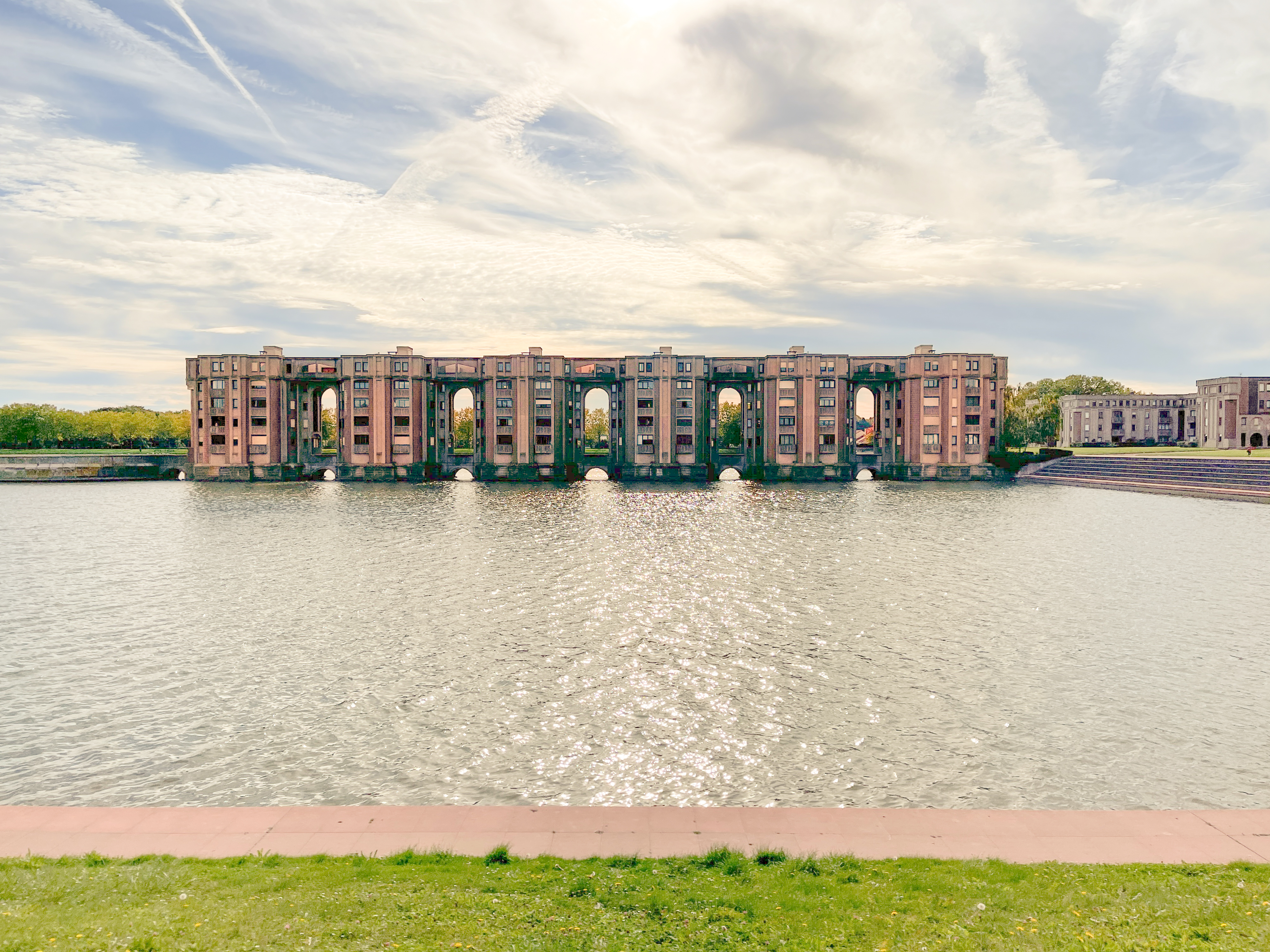
Arcades du Lac (1982)

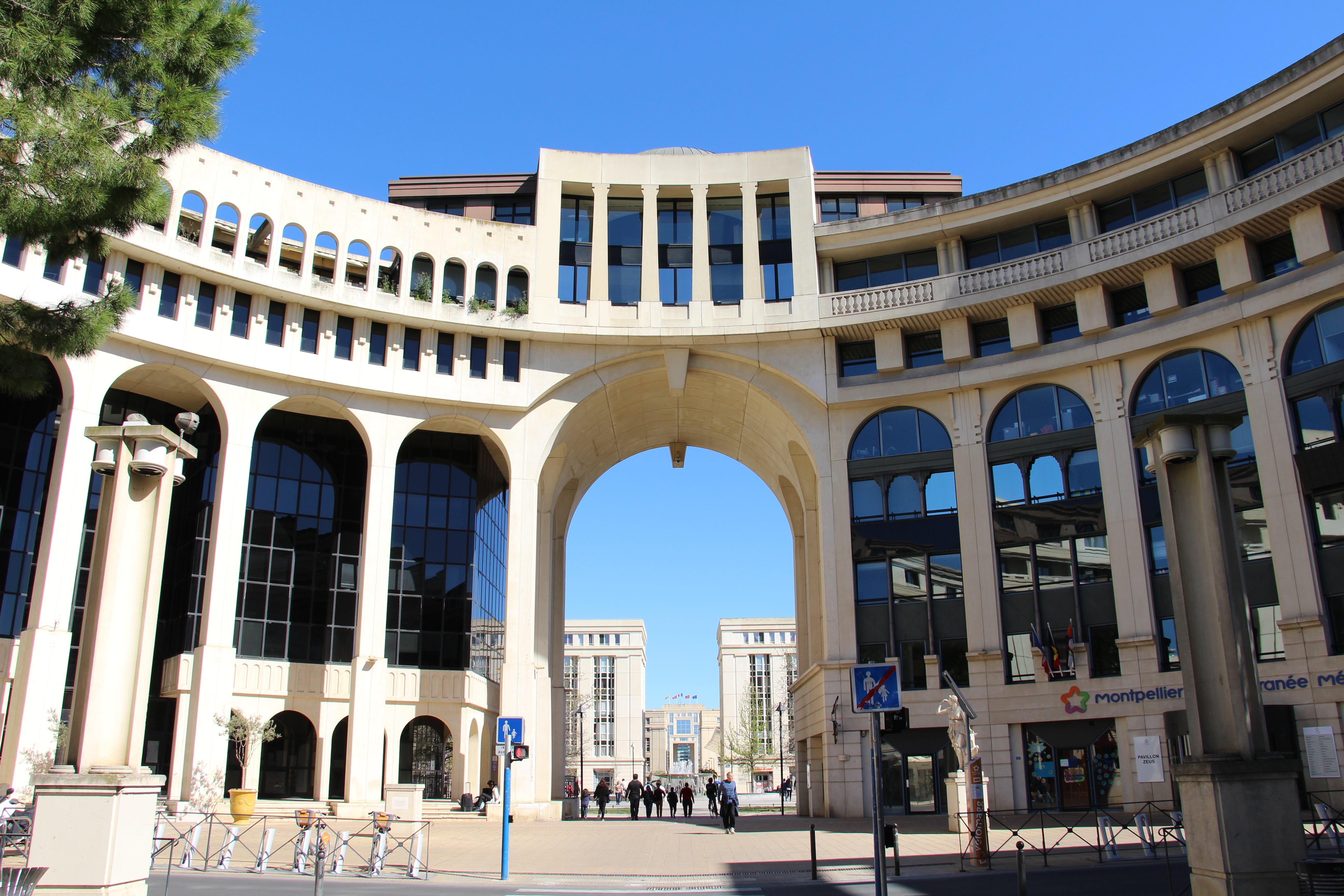
Communauté Agglomération Montpellier (1991)

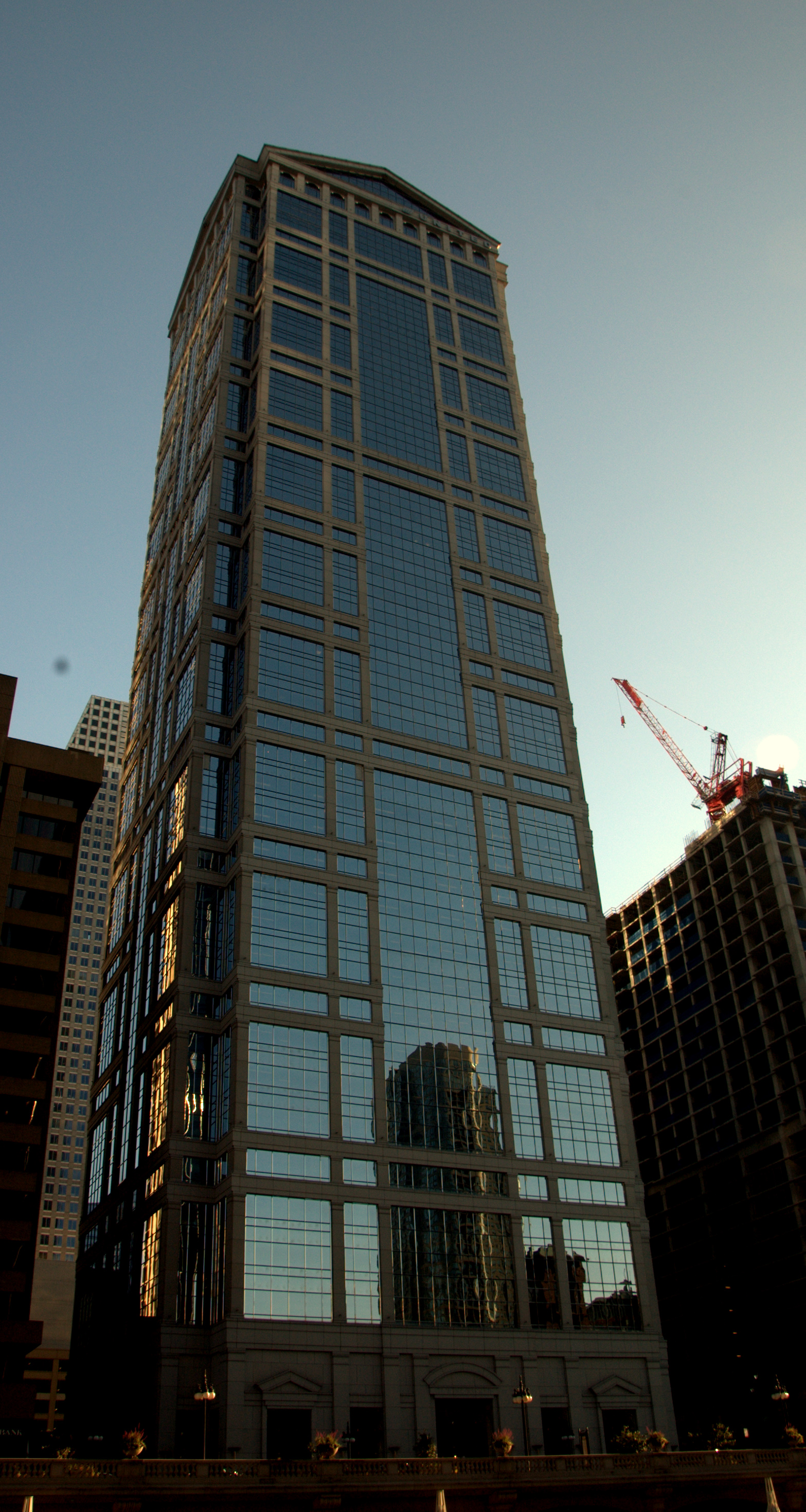
77 West Wacker Drive (1992)

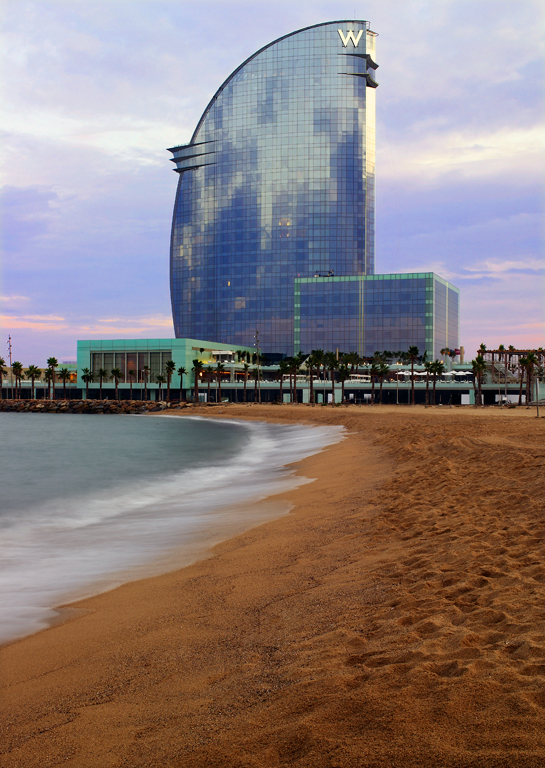
W Barcelona Hotel (2009)

- 1960: Ferienhaus für Angeles Bofill auf Ibiza, Spanien[5]
- 1964–1965: Wohnquartier Barri Gaudí in Reus, Katalonien
- 1970–1971: Wohnkomplex Xanadu in Calp, Spanien[6][7]
- 1973: Wohnkomplex La Muralla Roja in Calp, Spanien[8]
- 1973–1975: La Fàbrica – Umbau einer Zementfabrik zu Wohn- und Atelierräumen in Sant Just Desvern, Katalonien[9]
- 1975: Apartmenthaus Walden 7 in Sant Just Desvern, Katalonien[10]
- 1975: Sommerhaus Bofill in Mont-Rás, Gerona, Spanien[11]
- 1978: Wiederaufbau der abgebrannten Wallfahrtskirche Santuari de Meritxell in Meritxell, Andorra[12]
- 1978: Quartier Antigone in Montpellier, Frankreich
- 1982: Les Espaces d’Abraxas in Marne-la-Vallée, Frankreich
- 1982: Arcades du Lac in Saint-Quentin-en-Yvelines, Frankreich
- 1982: Le Viaduc in Saint-Quentin-en-Yvelines, Frankreich
- 1984: La Place du Nombre d’Or in Montpellier, Frankreich
- 1985: Belvedère Saint Christophe in Cergy-Pontoise, Frankreich
- 1985: Les Echelles du Baroque am Place de Catalogne in Paris-Montparnasse, Frankreich
- 1986: Les Temples du Lac in Saint-Quentin-en-Yvelines, Frankreich
- 1986: Weinkeller des Château Lafite Rothschild in Pauillac, Département Gironde, bei Bordeaux, Frankreich
- 1986–1990: Port Marianne in Montpellier, Frankreich
- 1988: Hôtel de Région Languedoc-Roussillon in Montpellier, Frankreich
- 1988: Shepherd School of Music der Rice University in Houston Tx. USA
- 1989: Umbau des Arsenals in einen Kulturkomplex mit Konzertsaal in Metz, Frankreich
- 1989: Port Juvenal in Montpellier, Frankreich
- 1989: Bürokomplex SWIFT in La Hulpe, Belgien
- 1991: Autobahnraststätte Volcans d’Auvergne an der A-71 bei Clermont-Ferrand, Frankreich
- 1992: 77 West Wacker Drive in Chicago Ill., USA
- 1992: På Söder Crescent auch Bofills båge in Stockholm, Schweden[13]
- 1996: Le Capitole in Montpellier, Frankreich
- 1998: Casablanca Twin Center in Casablanca, Marokko
- 1998: Atrium Saldanha in Lissabon, Portugal (mit João Paciência)
- 1999: Wohnbebauung Weidert in Luxemburg
- 2000: Corso in Prag, Tschechien
- 2001: Crystal Carlin in Prag, Tschechien
- 2001: Shiseido Gebäude in Tokio, Japan
- 2001: Centro Cultural Miguel Delibes in Valladolid, Spanien
- 2003: Citadel Center in Chicago
- 2003: Hauptverwaltung für Cartier in Paris
- 2006: Terminal 1, Flughafen Barcelona, Spanien
- 2008: Platinum Tower in Beirut
- 2009: W Barcelona Hotel (auch bekannt als Hotel Vela), am Hafen von Barcelona

## Schriften
- Ricardo Bofill: La Arquitectura de un hombre. Madrid 1984